# Legendrena angavokely
Espèce
Legendrena angavokely est une espèce d'araignées aranéomorphes de la famille des Gallieniellidae.

## Distribution
Cette espèce est endémique de Madagascar.

## Description
Le mâle holotype mesure 2,99 mm et la femelle 3,06 mm.

## Étymologie
Son nom d'espèce lui a été donné en référence au lieu de sa découverte, Angavokely.

## Publication originale
- Platnick, 1984 : Studies on Malagasy spiders, 1. The family Gallieniellidae (Araneae, Gnaphosoidea). American Museum Novitates, no 2801, p. 1-17 (texte intégral).